# Rudie Kemna

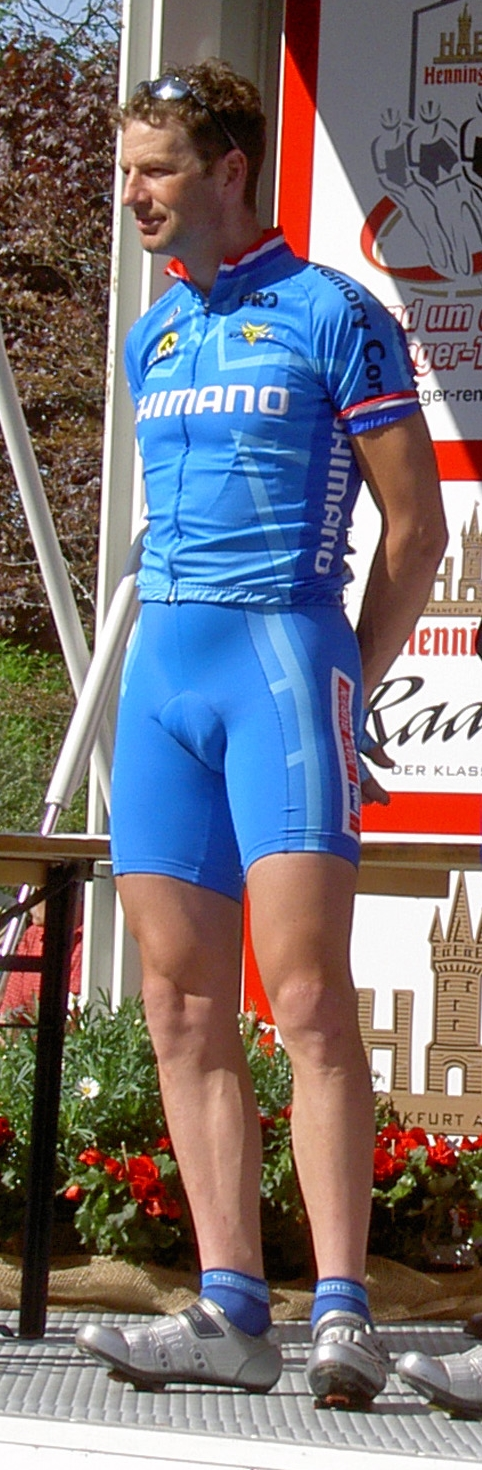
Rudie Kemna bei „Rund um den Henninger Turm 2005“

Rudie Kemna (* 5. Oktober 1967 in Oldenzaal) ist ein ehemaliger niederländischer Radrennfahrer und heutiger Sportlicher Leiter.
Jahrelang gehörte Rudie Kemna zu den besseren Amateur-Rennfahrern, der Durchbruch zu den Profis gelang ihm erst im Alter von 31 Jahren bei der Mannschaft Bankgiroloterij-Batavus.
Nachdem er 2001 und 2002 schon Zweiter der Niederländischen Straßenmeisterschaften geworden war, errang Kemna 2003 den Meistertitel. 1996 gewann er die Ronde van Noord-Holland, 1997 gewann er zwei Etappen der Sachsen-Tour, 1999 wurde er Dritter bei der Ronde van Drenthe und gewann die Ronde van Zuid-Friesland. 2000 wurde er Dritter bei Rund um Köln. 2002 sowie 2003 siegte er bei der Ronde van Drenthe und 2002 wurde er Dritter in der Gesamtwertung der Katar-Rundfahrt. Mehrfach gewann er in verschiedenen Jahren Etappen der Olympia’s Tour.
2005 beendete Kemna seine aktive Radsportlaufbahn beim Team Shimano-Memory Corp; anschließend wurde er dort Sportlicher Leiter.
Kemna hatte in seiner Zeit als aktiver Fahrer 2003 mit Epo gedopt, wie er 2013 mitteilte. In der Folge wurde er für sechs Monate als Teamleiter suspendiert.